# Parque nacional de Namtok Yong
El Parque nacional de Namtok Yong es un área protegida en la provincia de Nakhon Si Thammarat, en el sur de Tailandia. Tiene una superficie de 205 kilómetros cuadrados. Fue declarado el 22 de julio de 1991, como el parque 64.º del país.
La altitud media del parque es 600 m s. n. m., con sierras que se alinean de norte a sur.